# Bošinska vojna
Bošinska vojna (戊辰戦争 Boshin Sensō, "vojna zmajevega leta") je bila spopad med tokugavskim šogunatom in pristaši cesarja na Japonskem. Porazu šogunata je sledila obnova Meidži.

## Politično ozadje

### Trenja med šogunom in cesarjem
Trenja med šogunatom na eni in imperialističnim in ksenofobnim gibanjem sonnō jōi ("častimo cesarja, izženimo barbare") na drugi strani so se stopnjevala več let. Cesar Komei je leta 1863 izdal "Ukaz o izgonu barbarov", ki je sprožil vrsto napadov na šogunsko oblast in tujce na Japonskem (najbolj znana sta uboj angleškega trgovca Charlesa Lennoxa Richardsona in topniško obstreljevanje tujih ladij v Šimonosekiju). Na te napade so tuje sile odgovorile s silo, npr. bombardiranje Šimonosekija in bombardiranje Kagošime, šogunat pa s kazenskimi ukrepi - šogun Tokugava Keiki je npr. leta 1864 premagal sile pokrajine Čošu, ki so poskusile zasesti cesarska vrata v Hamaguri.
Pokrajini Čošu in Sacuma sta leta 1866 sklenili tajno zavezništvo proti šogunatu, leto kasneje pa jima je cesar Meidži podelil pravico zrušiti šogunat. Vladajoči šogun Tokugava Jošinobu se je cesarjevemu ukazu spretno izognil, tako da je naslednji dan odpovedal nazivu (ne pa tudi oblasti), in se zavezal sklicati skupščino daimjojev, ki naj bi organizirala novo vlado.

### Zasedba cesarske palače
Nezadovoljstvo v pokrajihan Čošu in Sacuma je doseglo vrhunec, in 3. januarja 1868 so njihove enote zasedle cesarsko palačo v Kjotu, kjer je 15-letni cesar razglasil popolno obnovo cesarske oblasti.
Šogun Tokigava Jošinobu je razglas označil za protizakonit. 19. januarja 1868 so enote šogunata napadle palačo sacumskega fevda v Edu, kjer so se skrivali številni nasprotniki šogunata, ki so pod vodstvom Saiga Takamorija agitirali v prestolnici. Palačo so požgali, preživele pa kasneje usmrtili. Dogodek velja za začetek bošinske vojne.

## Bitka pri Tobi in Fušimiju
27. januarja 1868, so se šogunske sile in sile Čošuja in Sacume spopadle v bližini Tobe in Fušimiju. Med 15.000 možmi na šogunski strani so bile tudi enote, ki so jih usposabljali francoski vojaški svetovalci, večino so pa sestavljale srednjeveške samurajske enote. Sile Čošuja in Sacume so bile kar trikrat manjše, venda popolnoma posodobljene. Bitka pri Tobi in Fušimiju je bila hitro odločena, in Jošinobu se je bil prisiljen umakniti v [[Edo.  

### Pomorska bitka pri Avi
Naslednjega dne, 28. januarja 1868, se je odigrala pomorska bitka pri Avi med šogunatom in sacumskim ladjevjem. To je bila prva bitka med sodobnimi ladjevji na Japonskem. Bitka, ki je bila majhna po obsegu, se je končala z ugodnim izidom za šogunat.

## Padec Eda
Pod poveljstvom Saiga Takamorija so zmagovite cesarske enote prodirale proti severu in vzhodu, in maja 1868 dosegle Edo, kjer je šogunov vojni minister Kacu Kaišu pristal na brezpogojno vdajo. Posamezne skupine šogunskih enot so odpor nadaljevale, dokler niso bile poražene v bitki pri Uenu.
Tudi poveljnik šogunatske mornarice Enomoto Takeaki ni pristal na vdajo. S preostalimi osmim parniki (Kaiten, Banrju, Čijodagata, Čogei, Kaijo, Kanrin, Mikaho in Šinsoku), 2.000 možmi in peščico zvestih francoskih vojaških svetovalcev (med njimi je najbolj znan Jules Brunet), je ušel proti severu z namenom, da pripravi protinapad.

## Zadnji spopadi na severnem Japonskem in Hokaidu
Po Jošinobujevi vdaji je večina Japonske sprejela cesarsko oblast. Kljub temu pa se je na severu, kjer je bilo jedro podpore šogunata, nadaljeval odpor pod vodstvom klana Aizu. 

### Severno zavezništvo
Maja je več severnih daimjojev sklenilo zavezništvo proti cesarskim enotam. Članice severnega zavezništva (奥羽越列藩同盟) so bile pokrajine Sendai, Jonezava, Aizu, Šonai in Nagaoka, ki so skupaj imele 50.000 oboroženih mož. Šogunatsko ladjevje pod poveljstvom Enomota Takeakija je v Sendaisko pristanišče prispelo 26. augusta.  
Med tem so cesarske sile nadaljevale s prodorom proti severu. Ko so zasedle grad v Vakamacuju, se je Sendai znašel v brezupnem položaju. Zavezništvo je začelo razpadati, in 12. oktobra 1868 je ladjevje izplulo iz Sendaija protu Hokaidu, okrepljeno z dvema dodatnima ladjama (Oe in Hou-Ou, ki ju je šogunat predhodno posodil Sendaiju, in približno tisoč možmi. Med slednjimi so bile šogunatske enote pod poveljstvom Otorija Keisukeja, enote šinsengumija (specialne policije) pod poveljstvom Hidžikata Tošiza in jugekitaiji (udarne enote) pod poveljstvom Kacutara Hitomija, ter še nekaj francoskih svetovalcev (Fortant, Garde, Marlin, Bouffier).
6. novembra 1868 se je Aizu po celomesečni bitki končno vdal. Ob tem so Bjakotai (čete belega tigra) izvedle množični samomor. Mesec kasneje je cesarska oblast Edo preimenovala v Tokio. S tem se je začelo obdobje Meidži v japonski zgodovini.

### Republika Ezo
Enomoto se je z ladjevjem umaknil na Hokaido, kjer je 25. decembra ustanovil Republiko Ezo. Med zimo so uporniki utrdili položaje v okolici polotoka Hakodate, na sredini pa so postavili novo utrdbo Gorjokaku. Enote so bile pod mešanim francosko-japonskim poveljstvom (vrhovni poveljnik je bil Otori Keisuke, ki mu je pomagal francoski stotnik  Jules Brunet), in razdeljene v štiri brigade pod poveljstvom francoskih častnikov (Fortant, Le Marlin, Cazeneuve, Bouffier). Brigade so bile razdeljene na skupaj osem polbrigad, ki so jim poveljevali japonski častniki.

#### Pomorska bitka pri Mijaku
Cesarsko ladjevje je v pristanišče v Mijaku prispelo 20. marca 1869. Uporniki so pripravili drzen načrt za zasedbo mogočne oklepne ladje Tekacu. S tremi ladjami so napadli cesarsko ladjevje v pomorski bitki pri Mijaku, vendar je načrt spodletel.

#### Bitka pri Hakodateju
Aprila 1869 je cesarsko ladjevje in kopenske sile s 7000 možmi napadle Ezo v bitki bitki pri Hakodateju. Cesarske enote so hitro zmagale v pomorski bitki pri Hakodateju, prvi večji bitki med sodobnimi ladjevji na Japonskem, in nato obkolile utrdbo Gorjokaku, v kateri je ostalo 800 mož. 18. maja 1869 se je Enomoto vdal in priznal oblast cesarja Meidžija. Republika Ezo je prenehala obstajati 27. junija 1869.